# Wolfgang Schlieder

Gerd Englick im Gespräch mit Wolfgang Schlieder bei Keller-Gedenkfeier in Krippen (8. Sept. 1995)

Wolfgang Schlieder (* 16. Dezember 1926 in Luckenwalde; † 5. Februar 2021 in Leipzig) war ein deutscher Papierhistoriker und Mitbegründer der Internationalen Arbeitsgemeinschaft der Papierhistoriker (IPH).

## Leben
Schlieder absolvierte von 1947 bis 1950 eine Lehre in der Finanzverwaltung des Landes Brandenburg. Er wurde nach dem Studium der Wirtschaftswissenschaften (1952 bis 1956 an der Humboldt-Universität zu Berlin) wissenschaftlicher Assistent am Institut für Geschichte an der Deutschen Akademie der Wissenschaften.
Er promovierte 1963 an der Humboldt-Universität mit einer Dissertation zum Dr. rer. oec., die er 1966 veröffentlichte.
Bereits 1959 hatte sich Schlieder an der Gründung der Internationalen Arbeitsgemeinschaft der Papierhistoriker (IPH) beteiligt. Beim 2. internationalen Treffen gaben seine Ausführungen, dass „bei der Erforschung der Papiergeschichte auch die Geschichte des Papierbedarfs zu untersuchen“ sei, Anlass zu intensiven Diskussionen. Nach seinen Darlegungen führten spezifische Verwendungszwecke zu neuen Papiersorten mit veränderten Eigenschaften, gaben Anstoß zu verstärkter Fertigung und hatten Einfluss auf Rohstoffe und Fertigungsverfahren. Auch in den folgenden Jahrzehnten blieb Schlieder dieser gesellschaftsbezogenen Sicht der Geschichte des Papiers und seiner Herstellung treu und betonte die Bedeutung von deren Erforschung „aus dem wichtigen Platz, den das Papier in seinen verschiedenen Funktionen im Leben und in der Entwicklung der menschlichen Gesellschaft einnimmt“.
Bereits im Sommer 1960 zeichnete sich bei einer Tagung in Leipzig eine engere Kooperation zwischen der Abteilung Wirtschaftsgeschichte der Deutschen Akademie der Wissenschaften zu Berlin und dem von Wisso Weiß geleiteten Deutschen Papiermuseum in Greiz ab. Schlieder hatte dabei mit seinen „Fragen der Papiergeschichtsforschung“ gesellschaftlich und politisch relevante Fragestellungen angesprochen (z. B. „sozialistische Bewußseinsbildung“, „Schaffung eines neuen sozialistischen Berufsethos“), zugleich aber auch „die große hilfswissenschaftliche Bedeutung der Wasserzeichenforschung, die für viele Zweige der Geschichtswissenschaft unentbehrlich ist“, betont. Wisso Weiß stellte im Anschluss „Zweck und Aufgaben des Deutschen Papiermuseums“ vor. Nachdem beim 3. Internationalen Treffen der IPH der Buchwissenschaftler Fritz Funke das von ihm geleitete Deutsche Buch- und Schriftmuseum und dessen in der Tradition des vormaligen Direktors Hans H. Bockwitz geleistete papiergeschichtliche Arbeit vorgestellt hatte, fanden die genannten musealen und geistigen Ressourcen 1964 in Leipzig zusammen. Das Deutsche Papiermuseum wurde in das Deutsche Buch- und Schriftmuseum integriert. Unter der Leitung von Wisso Weiß konnten Wolfgang Schlieder und Gertraude Spoer als Mitarbeitende gewonnen werden.
Nach der Pensionierung von Wisso Weiß wurde Schlieder die verantwortliche Leitung der papiergeschichtlichen Sammlungen übertragen. Hauptaugenmerk galt der Inventarisierung und einheitlichen Erschließung der zusammengeführten Sammlungsbestände. Auf der Basis bibliothekarischer Ordnungsprinzipien sollten für alle vorkommenden Benutzungsanforderungen (Forschungs- und Auskunftszwecke, Ausstellungen etc.) Erschließungskataloge den Zugriff auf Fachliteratur, Wasserzeichen, Buntpapiere und Maschinenpapiermuster gestatten. Diese Erschließungskataloge dienten u. a. der Erstellung einer Internationalen Bibliographie zur Papiergeschichte, für die er auch nach Eintritt in den Ruhestand mitwirkte. Diese Erschließungskataloge wurden durch zwei Hilfskarteien ergänzt, zum einen durch den Papiermacherkatalog, zum anderen durch ein nach Papiermühlen geordnetes Verzeichnis, in dem die nachgewiesenen Papiermacher diesen Betrieben zugeordnet wurden.
Schlieder befasste sich intensiv mit der sächsischen Papiergeschichte. Anstoß hierzu gab eine Anzahl von Dokumenten zu Leben und Werk von Friedrich Gottlob Keller, die über das Heimatmuseum Hainichen in das Deutsche Buch- und Schriftmuseum gelangt waren und nach der Restaurierung veröffentlicht wurden. Hierzu trugen der Erwerb des papiergeschichtlichen Nachlasses des Stadtarchivars von Zwickau, Karl Steinmüller (1901–1977), im Jahr 1981 und des Nachlasses von Dorle Doss (1903–1989) im Jahr 1990 bei. Steinmüller hatte in großem Umfang Wasserzeichen gesammelt und eine wichtige Kollektion von Original-Riesaufducken hinterlassen. Diese als Holzschnitt, seltener als Kupferstich ausgeführten Verpackungskennzeichnungen wurden im Original und auch als Nachdrucke sowie als fotografische Reproduktionen gesammelt und entsprechende Abbildungen in der Fachliteratur systematisch erfasst. Diese Quellenbasis erlaubte 1988 die Publikation einer reich illustrierten Monografie. Dorle Doss aus Meerane hatte hauptsächlich Akten- und Kirchenbuchauszüge sächsischer Papiermühlen und der dort tätigen Papiermacher zusammengetragen. Die Deutschen Bücherei erwarb von ihr bereits 1967 zur Veröffentlichung ein Manuskript („Besitzer, Pächter und Papiermacher von sächsischen Papiermühlen“), das von Schlieder grundlegend überarbeitet und zur Veröffentlichung gebracht wurde. Ergänzend befasste er sich intensiv mit der Geschichte der Leipziger Papiermühlen.
Ein Bilderalbum aus dem 18. Jahrhundert zur chinesischen Bambuspapierherstellung, das sich ursprünglich im Privatbesitz von Hans H. Bockwitz befand und dann von familiärer Seite an das Deutsche Buch- und Schriftmuseum veräußert wurde, brachte Schlieder der Öffentlichkeit mehrfach nahe. Das Album war bereits 1952 als Privatdruck der Papierfabrik Kabel in Hagen-Kabel veröffentlicht worden. Deren Direktor Adolf Benedello (1886–1984) hatte in engem Kontakt mit Bockwitz gestanden, was aber der im Lichtdruck ausgeführten Publikation in keiner Weise zu entnehmen war. Schlieder unternahm umfangreiche Provenienz-Recherchen, konnte aber nur feststellen, dass gleichartige Bilderalben nur in der Bibliothèque nationale de France in Paris existieren. 1984 veröffentlichte er die Bilderabfolge im verkleinerten Farbdruck. Schließlich entstand eine ausführliche Edition im Originalformat.
Schlieder engagierte sich für Denkmalschutz und musealen Erhalt von Zeugnissen der Papier, Pappe, Holzschliff und Zellstoff erzeugenden und verarbeitenden Industrie. In Bergisch Gladbach unterstützte er das Papiermuseum Alte Dombach und die Stiftung Zanders, in Berlin das Deutsche Technikmuseum, in Düren das Papiermuseum Düren, in Mannheim das Technoseum, in Bad Schandau im Ortsteil Krippen das Friedrich-Gottlob-Keller-Museum, das Firmenmuseum der Papierfabrik Penig, das Museum Papiermühle Weddersleben, die Papiermühle Homburg in Triefenstein, die Papiermühle Niederzwönitz in Zwönitz und die Neumannmühle (Sächsische Schweiz). Enge Beziehungen bestanden zum Papiermuseum in Duszniki-Zdrój (ehemals Bad Reinerz) und zur Papiermühle Velké Losiny.
Seine Mitarbeit in der IPH und seine 1990 zusammen mit Günter Bayerl, Karl Pichol und Rolf Stümpel ergriffene Initiative zur Gründung des Deutschen Arbeitskreises für Papiergeschichte sind Ausdruck dieses Engagements.

## Ehrungen
- 1994 Verleihung der IPH-Ehrenmitgliedschaft[29]
- 1996 Verleihung des Ehrenrings Papiergeschichte durch den Verein der Zellstoff- und Papier-Chemiker und -Ingenieure (Verein Zellcheming[30])
- Festschrift zum 70. Geburtstag[31]

## Nachlass
- Deutsches Buch- und Schriftmuseum

## Schriften (Auswahl)
- Der Erfinder des Holzschliffs Friedrich Gottlob Keller. Beiträge zu seinem Lebensbild aus Briefen. Fachbuchverlag, Leipzig 1977.
- Schneeweiß und glatt – so hat man’s gern. Geschichte und Geschichten vom Papier. Deutsche Bücherei, Leipzig 1980.
- Papier. Traditionen eines alten Handwerks. Fachbuchverlag, Leipzig 1984. 2. Aufl. 1985.
- Riesaufdrucke. Volkstümliche Grafik im alten Papiermachergewerbe. 1. Aufl. Fachbuchverlag, Leipzig 1988. ISBN 3-343-00401-4, bzw. Saur, München u. a. 1989. ISBN 3-598-07255-4
- Die Papierhistorischen Sammlungen des Deutschen Buch- und Schriftmuseums der Deutschen Bücherei Leipzig. In: Deutsches Buch- und Schriftmuseum: Die papierhistorischen Sammlungen des Deutschen Buch- und Schriftmuseums der Deutschen Bücherei Leipzig. Deutsche Bücherei; Leopold-Hoesch-Museum, Leipzig; Düren (1991). S. 7–16.
- Besitzer und Papiermacher auf Papiermühlen in Sachsen und angrenzenden Gebieten IPH, Marburg, 1993. ISSN 0250-8338